# كارل شولتسه
كارل شولتسه (بالألمانية: Karl Schulze)‏ هو مجدف ألماني، ولد في 5 مارس 1988 في درسدن في ألمانيا.

## وصلات خارجية
- كارل شولز على موقع الاتحاد الدولي للتجديف (الإنجليزية)
- كارل شولز على موقع اللجنة الأولمبية الدولية (الإنجليزية)
- كارل شولز على موقع أوليمبيديا (الإنجليزية)
- كارل شولز على موقع اللجنة الأولمبية الألمانية (الألمانية)